# Sven Rosenberg
Sven Persson Rosenberg, född 16 januari 1811 i Mörrums församling, Blekinge län, död 22 april 1895 i Östra Ljungby församling, Kristianstads län, var en svensk folkskollärare och riksdagsman; far till Johan Olof och Carl Martin Rosenberg.
Sven Rosenberg var son till båtsmannen Pehr Rosenberg. Han fick aldrig någon skolgång men fick viss undervisning av sina föräldrar och studerade på egen hand. Under 1820-talet var han skomakarlärling, lantarbetare med mera. 1830 utsågs han till skolmästare i Asarums fattigskola. Från 1836 var han verksam i Kristianstads län, först som skolmästare i Fjälkinge växelundervisningsskola. Sedan han 1839 genomgått det nybildade folkskoleseminariet i Lund och förvärvat klockare- och organistbetyg, blev Rosenberg 1840 skollärare och vikarierande klockare och organist i Västra Karup. Från 1846 var han lärare, klockare och kantor i Östra Ljungby och Källna församling. 1868 pensionerades han från lärarbefattningen men kvarstod som klockare och kantor. Rosenberg var aktiv som kommunalpolitiker och ledamot av Kristianstads läns landsting, därav en tid som vice ordförande. Genom att köpa en hemmandel i Östra Ljungby blev han valbar till bondeståndet och representerade Norra och Södra Åsbo samt Bjäre härader riksdagarna 1859–1866. Efter representationsreformen var han ledamot av andra kammaren 1867–1869. Från 1862 var han vid samtliga riksdagar ledamot av lagutskottet. Särdeles flitig som talare och debattör hävdade Rosenberg framför allt folkundervisningen och folkskollärarkårens krav. I partibrytningarna inom bondeståndet 1863 spelade han en framträdande roll, i det han förde klubban vid sammanträdena med den på Carl Ifvarsson med fleras initiativ bildade partigrupp, som blev upprinnelsen till Lantmannapartiet. Gruppen, som ibland kallades "Rosenbergs parti", intog en dominerande ställning inom bondeståndet vid riksdagen 1863. Rosenberg delade dock inte partimedlemmarnas protektionistiska inställning, och var generellt sett mer liberala en dessa, varför han i andra kammaren inte heller slöt sig till lantmännen utan till de ministeriella. Först vid sin sista riksdag ingick han i Lantmannapartiet. Även utanför riksdagen verkade Rosenberg var folkskolans sak. Han deltog 1838 i bildandet av Sveriges första folkskollärarförening, Vekerums lärarförbund. Han spelade en bemärkt roll vid ett flertal folkskollärarmöten och publicerade uppmärksammade artiklar i fackpressen. Från 1820-talet var Rosenberg starkt religiös, först påverkad av den sellergrenska väckelsen, senare av Henric Schartau. Han var även nykterist. Rosenberg efterlämnade två serier av memoaranteckningar: dels minnen från del av sitt liv, nedtecknade 1857–1873 (i utdrag av Ragnar Båge i En dagbok ligger öppen 1934, utökad upplaga av sonsonen Edvard Rosenberg 1942), dels riksdagsminnen, sammanskrivna på 1890-talet (publicerade av Edvard Thermænius i Svensk bondepolitik, 1931).